# Ratatouille
Pour les articles homonymes, voir Ratatouille (homonymie).
La ratatouille  (de l'occitan ratatolha) est une spécialité culinaire traditionnelle des cuisines niçoise, provençale, occitane et méditerranéenne, à base de ragoût mijoté de légumes méditerranéens, et d'huile d'olive.

## Étymologies
Le mot « ratatouille » est issu de l'occitan ratatolha (variantes orthographiques : ratatouio ou ratatoulho; retatoulho dans le Var). Il est également utilisé dans d'autres langues. Ce plat est une spécialité de la Provence et de l'ancien Comté de Nice. 
À l’origine, le mot « ratatouille » désigne dès 1778 un ragoût hétéroclite. L'abréviation « rata » désigne en argot militaire un mélange de haricots et de pommes de terre, puis de légumes variés, de pain et de viande grasse. Le rata est en effet la cantine de base du militaire, simple et rapide à confectionner.
La ratatouille est proche de la bohémienne, recette provençale également, d'origine plutôt comtadine (Comtat Venaissin) et composée uniquement d'aubergines, de tomates et d'une gousse d'ail. Il en est de même pour certaines versions languedociennes de la chichoumeille. Elle s'apparente aussi à la piperade, spécialité gasconne (béarnaise notamment) et basque composée de tomates, de poivrons et de piments d'Espelette. La caponata (sicilienne ou napolitaine) est également proche de la ratatouille, plus acidulée par l'ajout de câpres et de vinaigre.

## Ingrédients
Elle est généralement composée de légumes cuits (coupés en rondelles ou en quartiers) : aubergines, courgettes beurre longue, poivrons rouges et jaunes, tomates, ainsi que des oignons blanc ou paille, de l'ail, basilic et de l'huile d'olive. Il n'y a pas de recette précise mais des principes à respecter. Elle peut être également aromatisée avec des olives, ainsi qu'un bouquet garni de thym, laurier, queue de persil plat, feuilles de céleri, romarin, basilic et herbes de Provence.
Deux méthodes sont possibles : cuisson de tous les légumes ensemble, ou bien première cuisson légume par légume. Les défenseurs de la tradition provençale comme les grands cuisiniers Roger Vergé ou Guy Gedda préconisent de faire revenir ou même frire les légumes un par un, puis de passer le poivron sur la flamme pour le débarrasser de sa peau et lui donner une saveur de grillé.
La ratatouille, consommée froide ou chaude, est habituellement servie comme plat d'accompagnement de viande ou de poisson, mais peut aussi être servie comme plat principal seul, alors accompagnée de riz, de pomme de terre, ou de pain.

## Variantes
D’autres pays proches de la Méditerranée préparent aussi le même type de recette. Le plat catalan samfaina, le majorquin tumbet, le languedocien chichoumeille, sont d'autres versions du même plat. La version maltaise s’appelle kapunata. Dans la cuisine italienne, elle se nomme caponata ou encore peperonata si elle contient des poivrons ; en espagnol pisto ; en hongrois lecsó (en), en bulgare et roumain ghiveci, en grec briami mais cette version inclut des pommes de terre. 

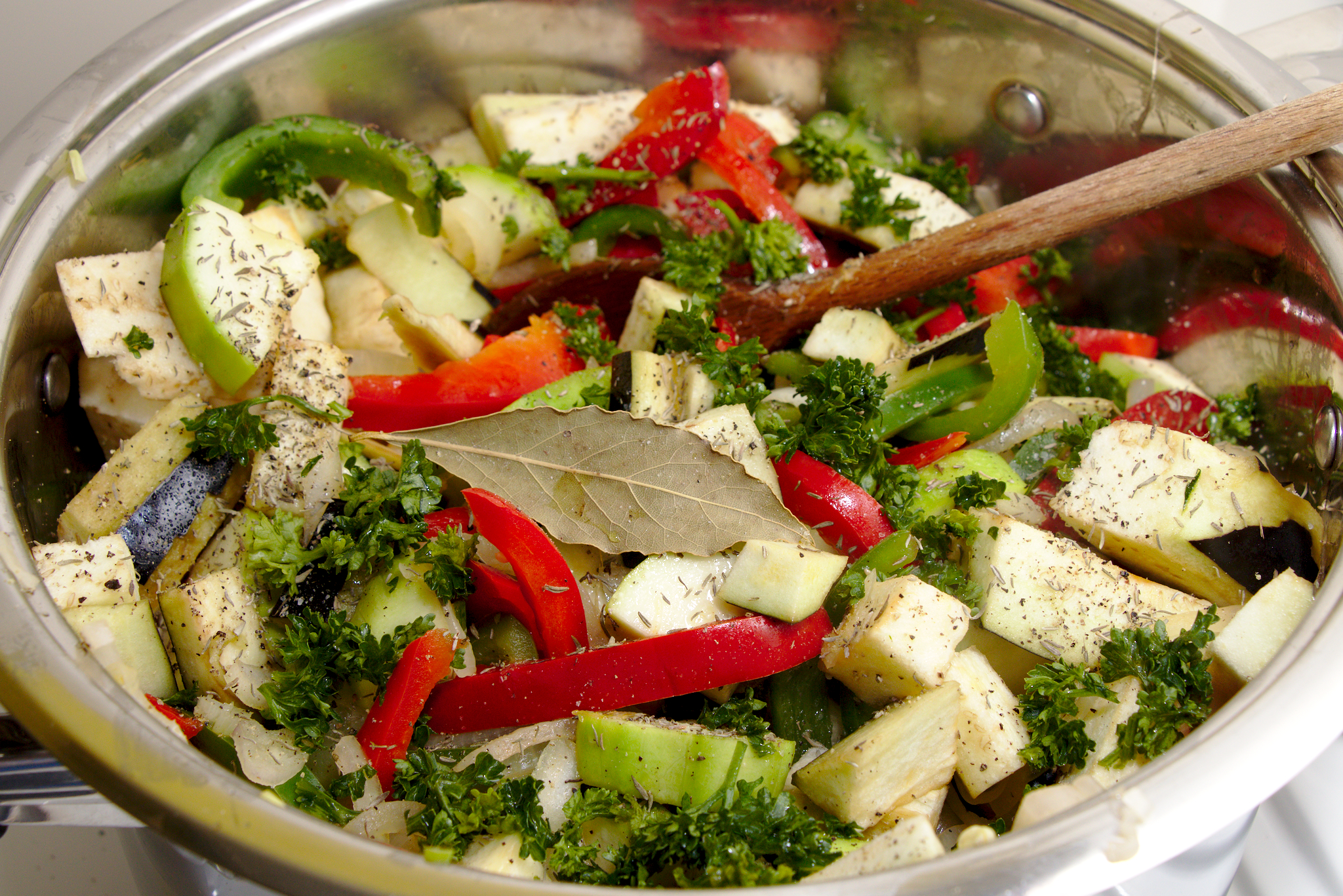
Début de cuisson d'une ratatouille dans une marmite.
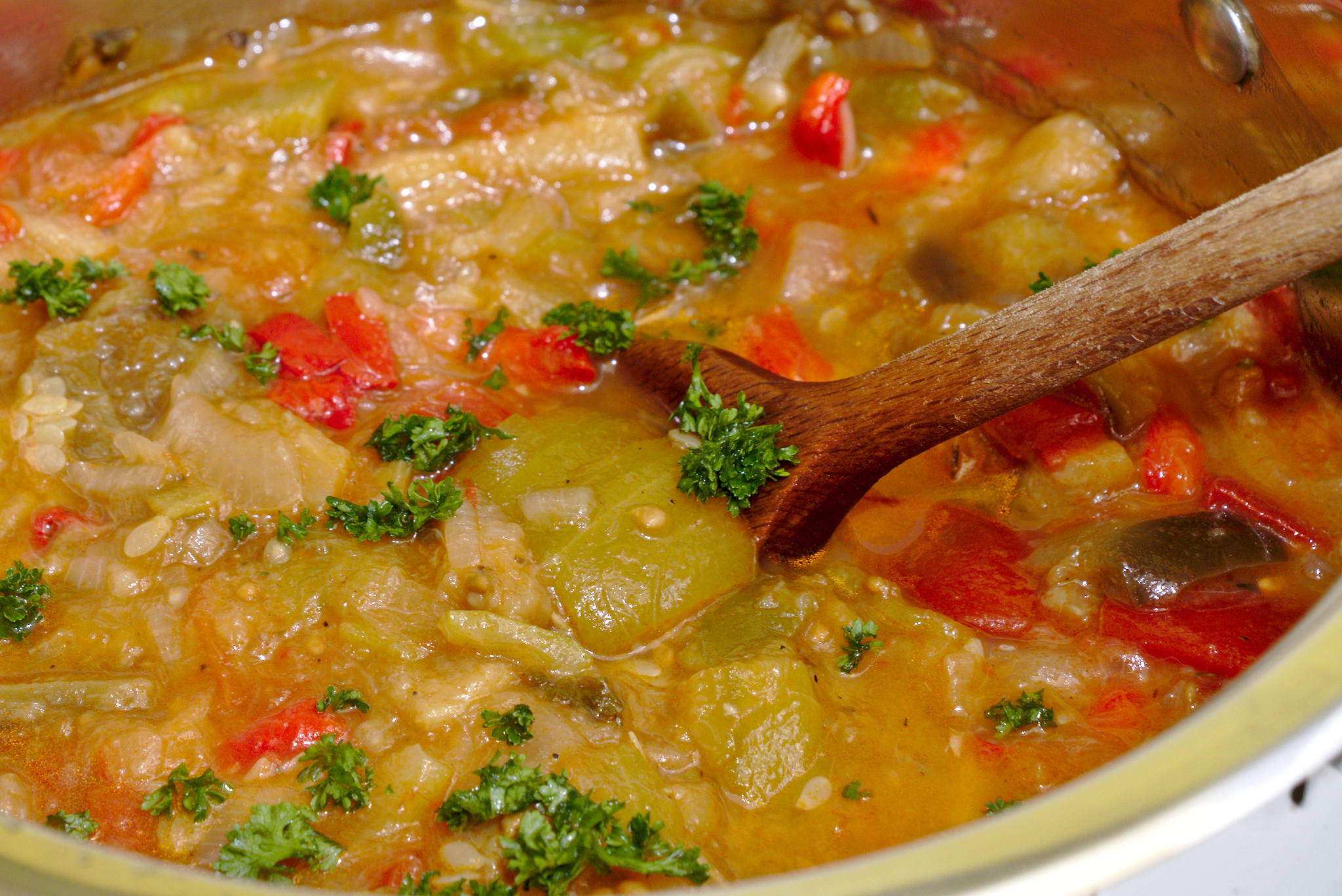
Ratatouille cuite dans une marmite.
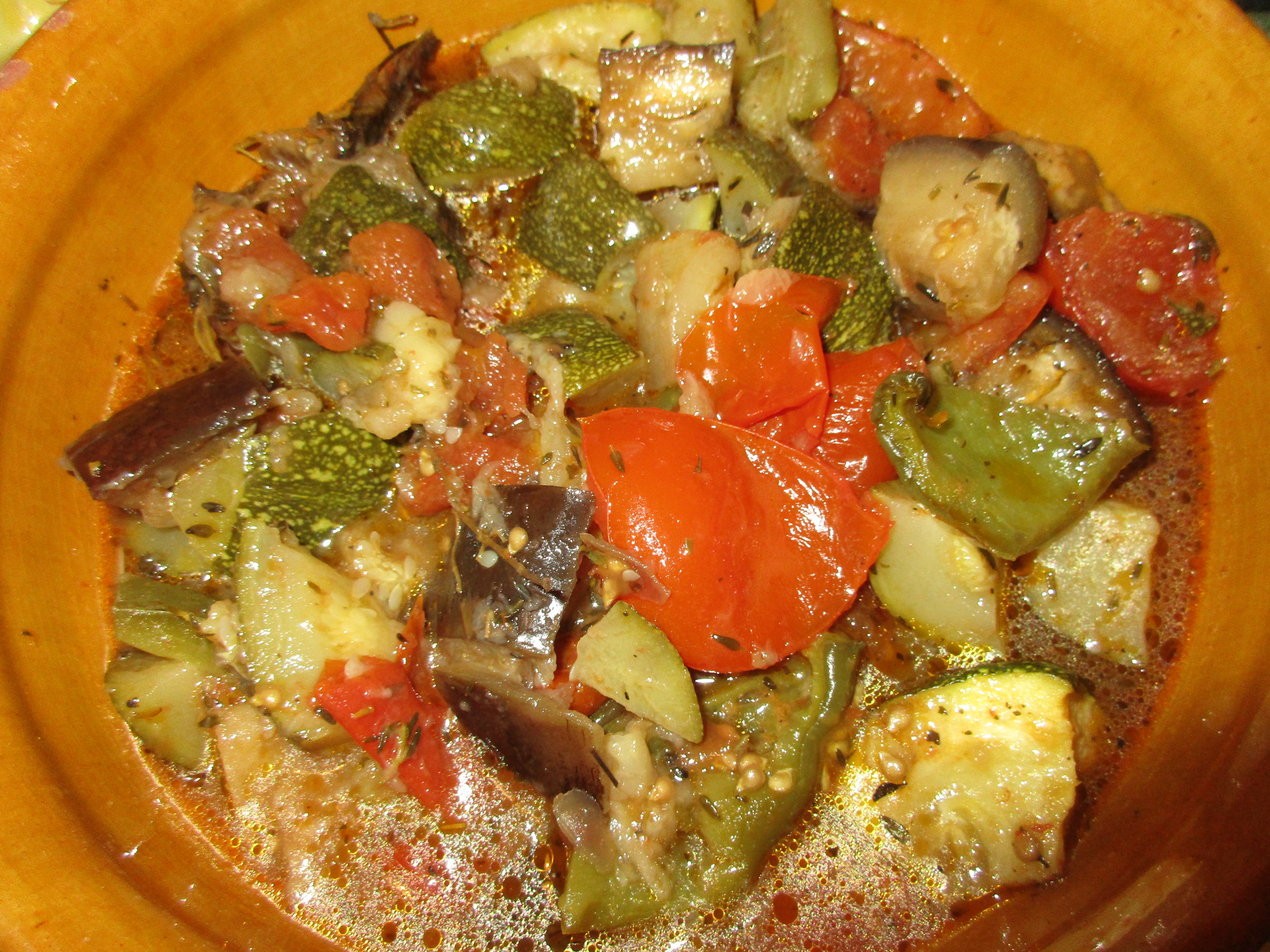
Tajine de ratatouille.
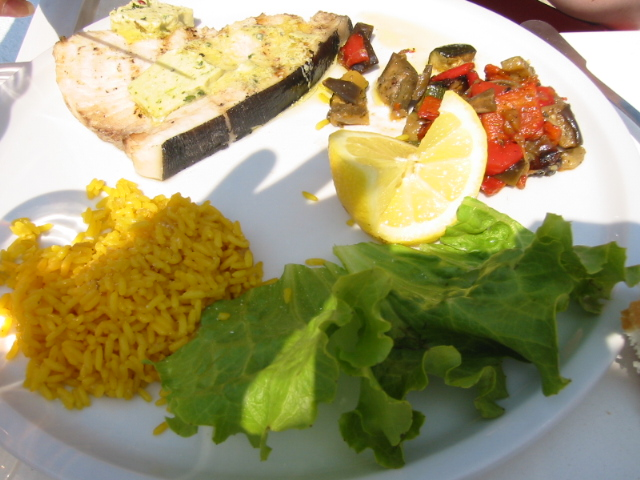
Espadon et ratatouille.
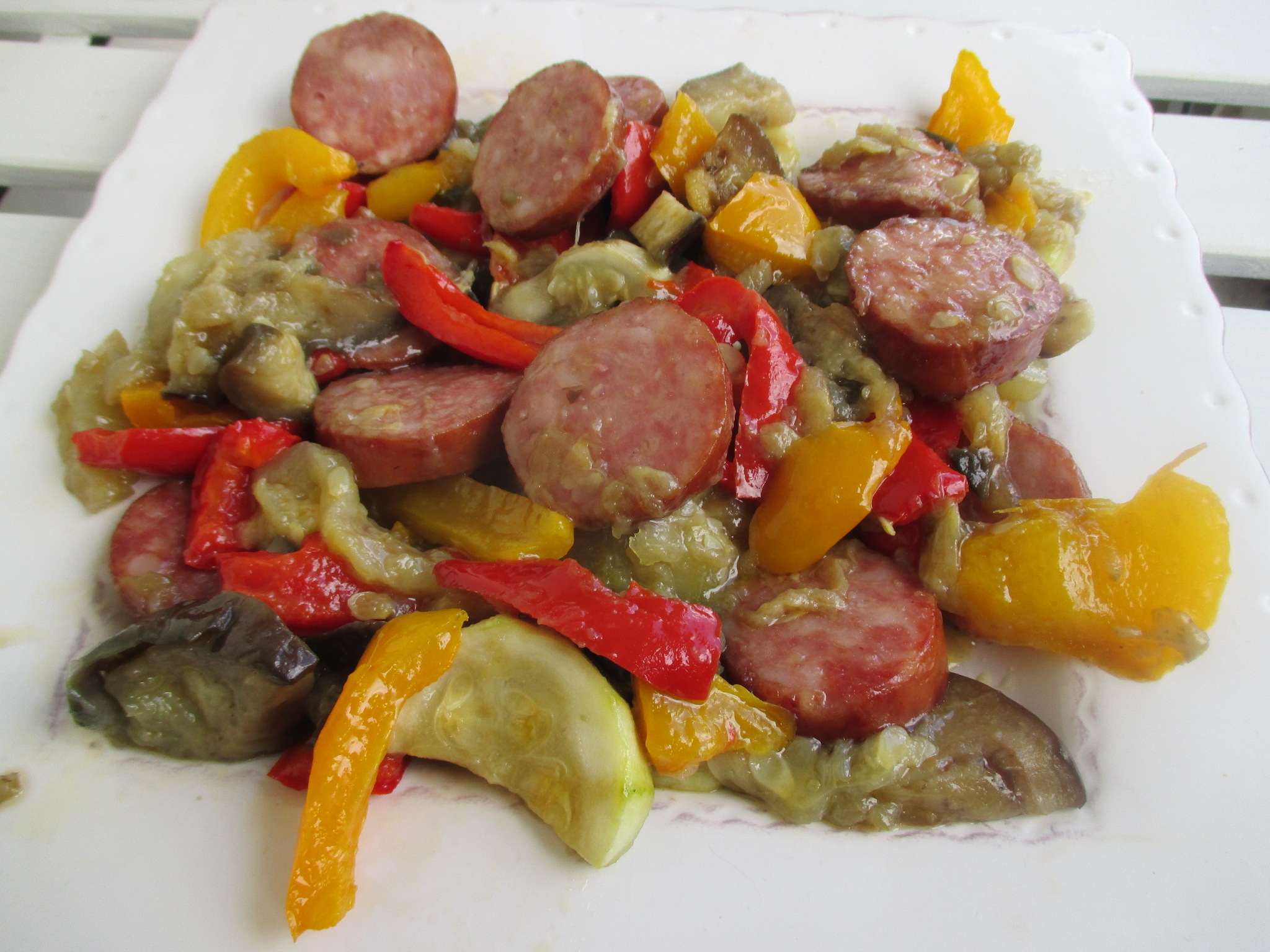
Saucisses et ratatouille.
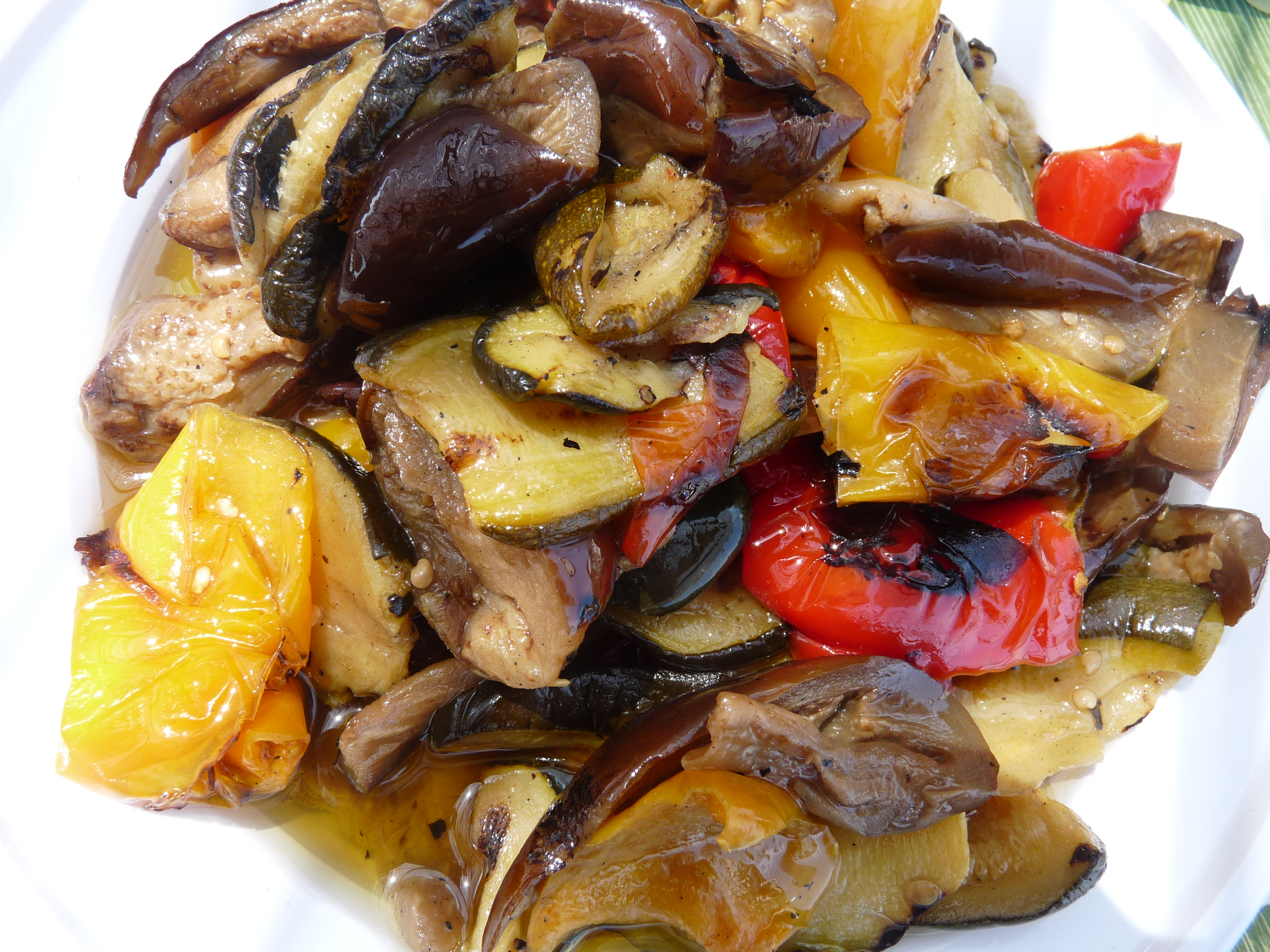
Ratatouille éolienne (Îles Éoliennes, Sicile).
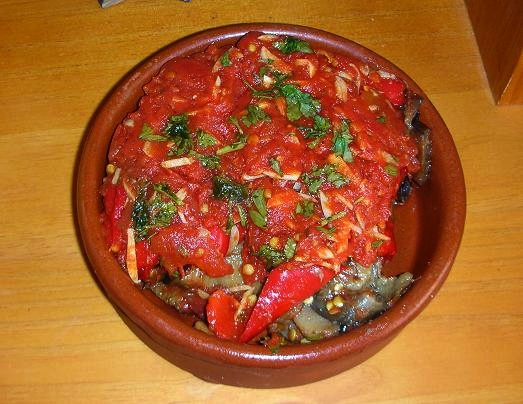
Tumbet.
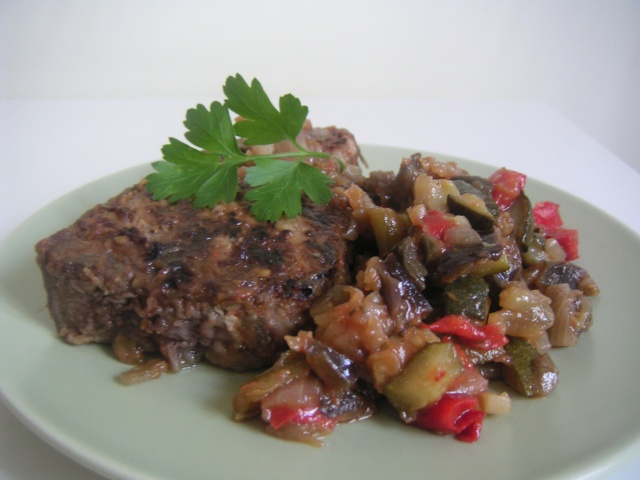
Samfaina et thon.
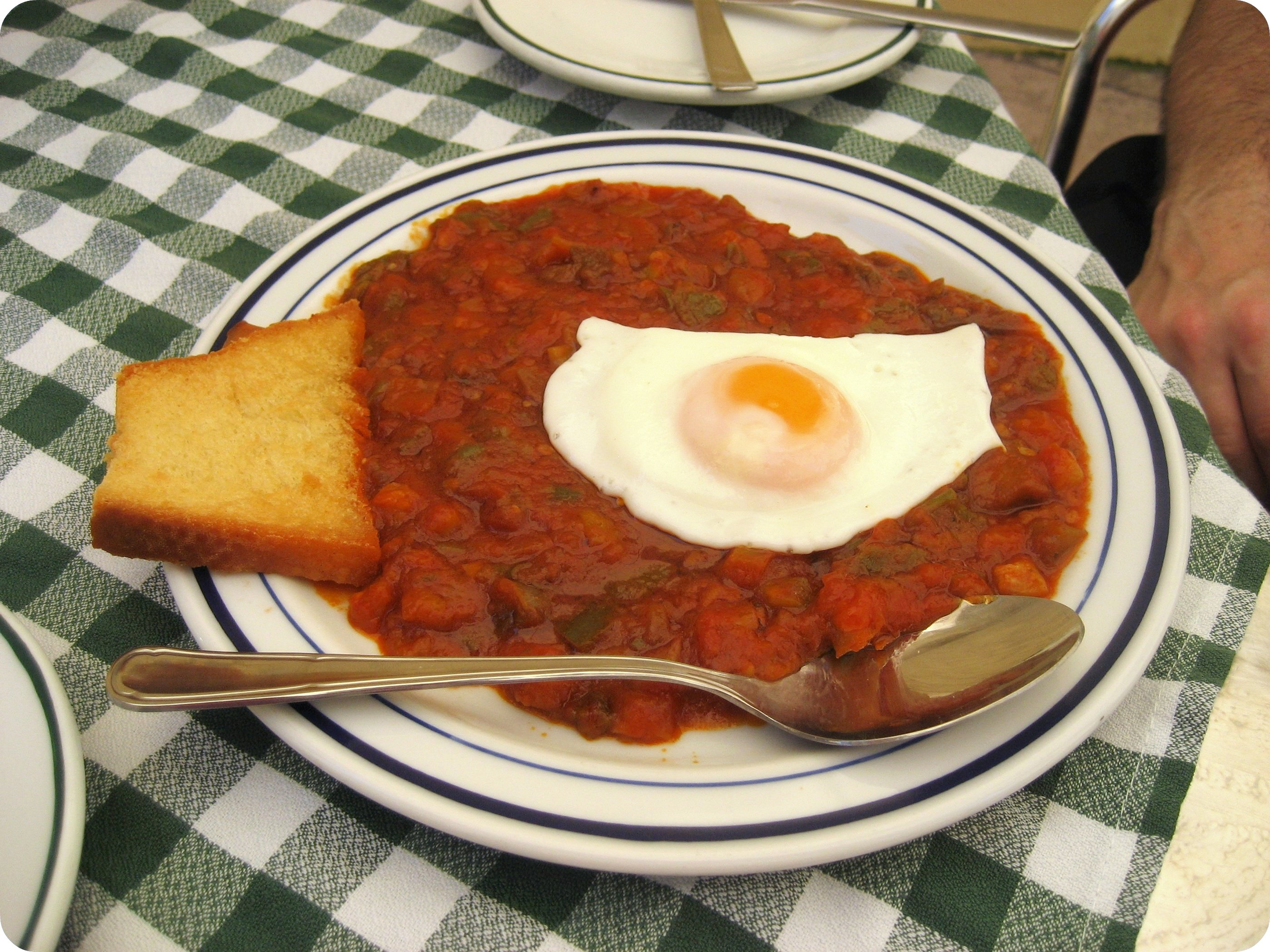
Pisto manchego et œuf frit.
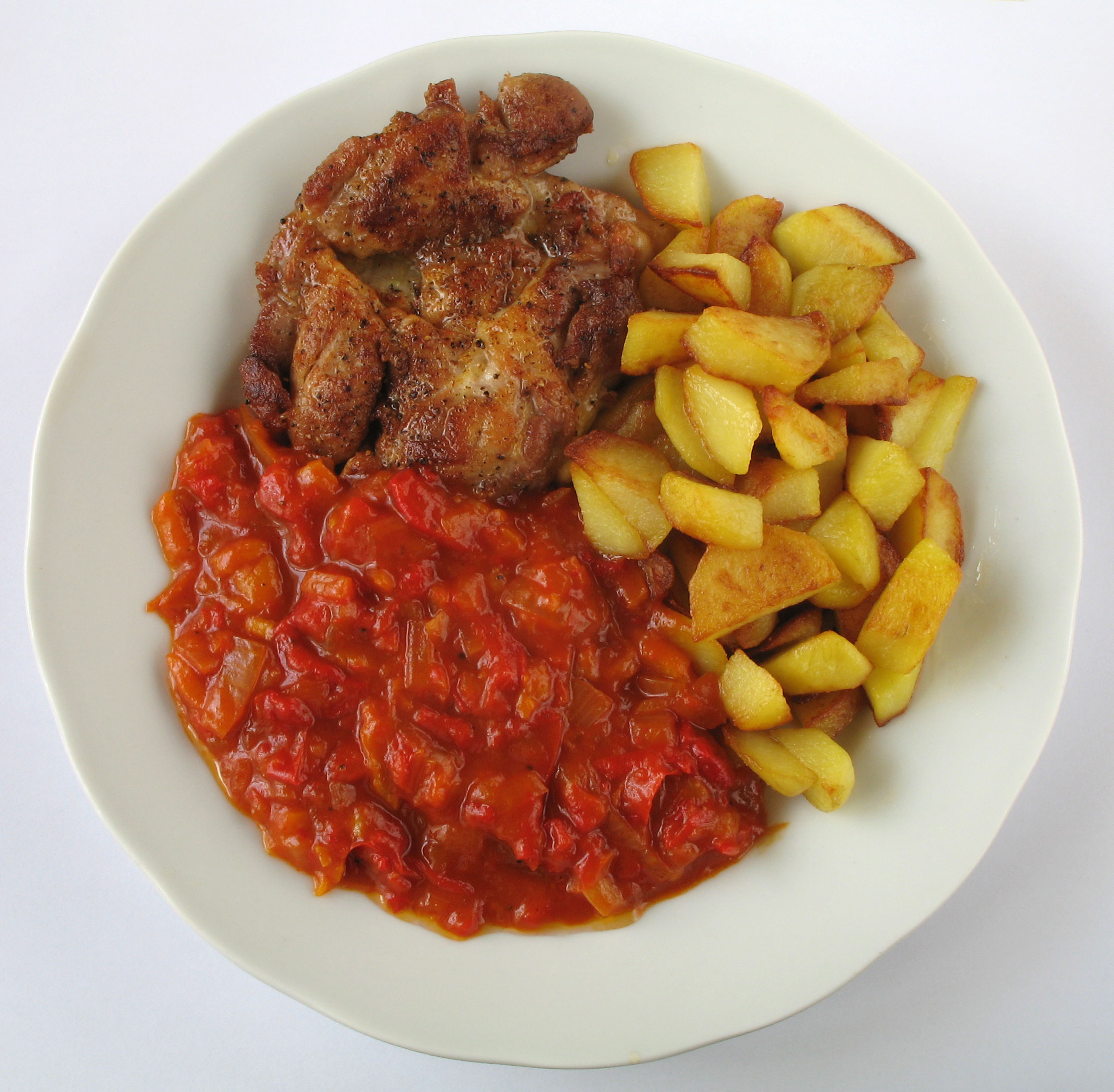
Lecsó.
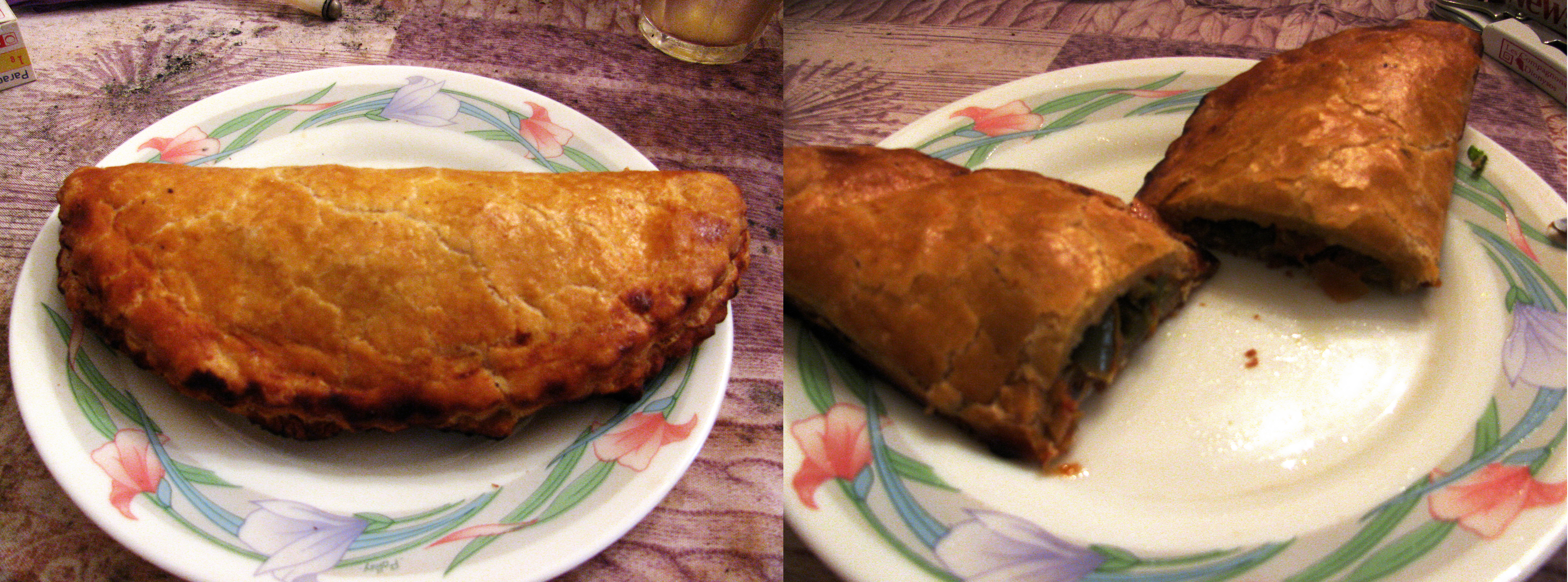
Chausson à la ratatouille.
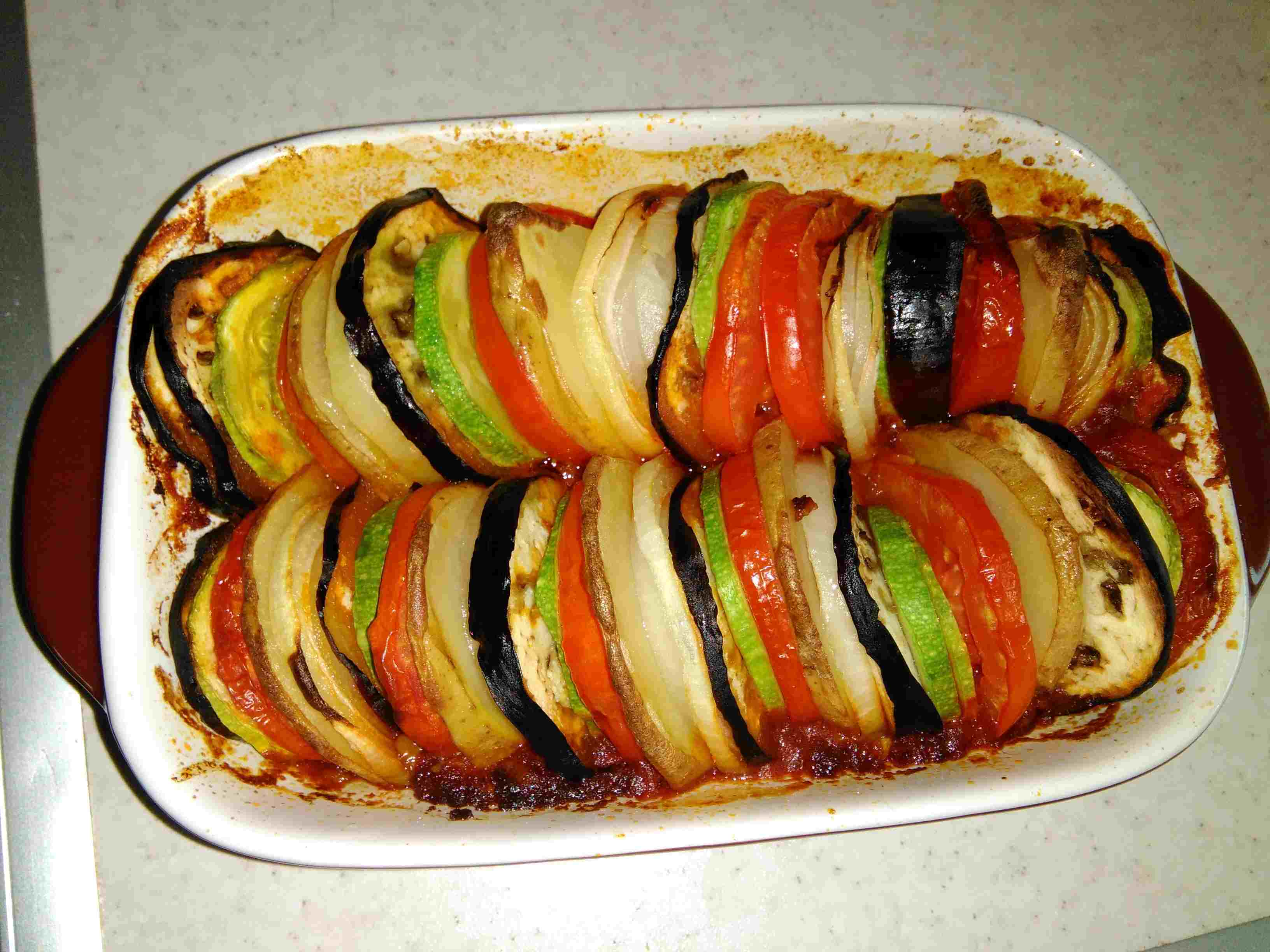
Ratatoua iranien

La version croate et serbe nommée đuveč contient des haricots verts et du riz. En Turquie, la ratatouille est présentée farcie dans une aubergine sous le nom d’ımam bayıldı (traduction : « L'imam s'est pâmé »). La chakchouka d'Afrique du Nord est également proche.

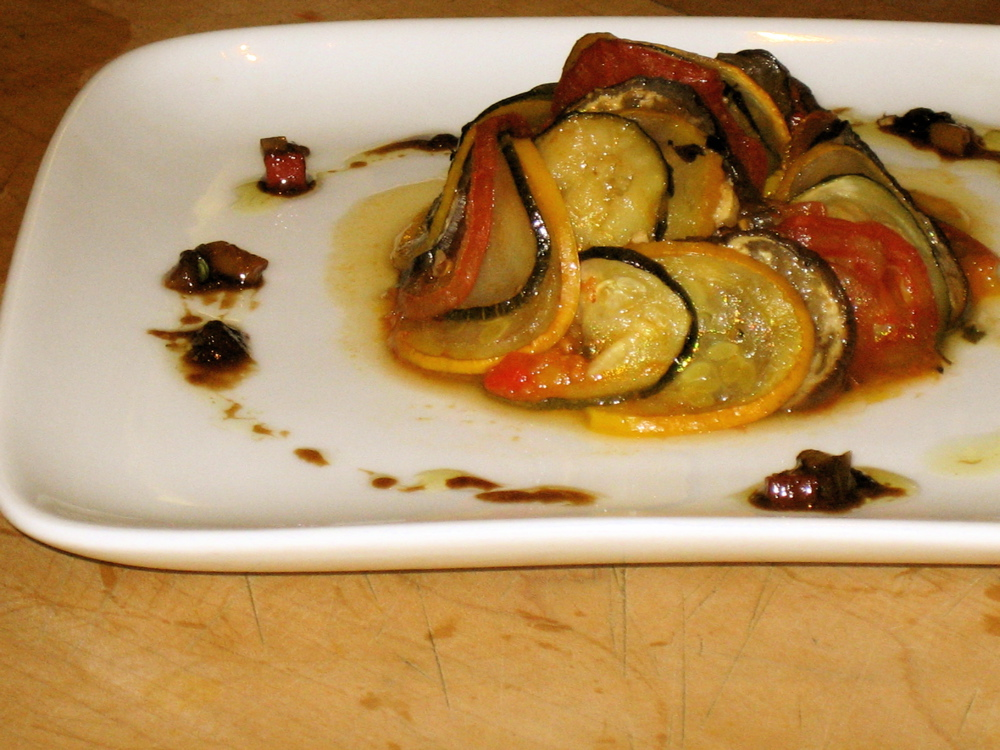
Confit byaldi des chefs Michel Guérard et Thomas Keller du film Ratatouille, en 2007.

## Au cinéma
- 2007 : Ratatouille de Brad Bird et Pixar Animation Studios. Le chef Thomas Keller popularise dans ce film une variation contemporaine, le confit byaldi du chef Michel Guérard.